# Singwang
Singwang (nepalski: सिनवाङ) – gaun wikas samiti w zachodniej części Nepalu w strefie Rapti w dystrykcie Salyan. Według nepalskiego spisu powszechnego z 2011 roku liczył on 719 gospodarstw domowych i 3538 mieszkańców (1848 kobiet i 1690 mężczyzn).